# アショーカ
アショーカ（梵: अशोकः, IAST: Aśokaḥ サンスクリット語発音: [ɐˈɕoːkɐ]; パーリ語: 𑀅𑀲𑁄𑀓, ラテン文字転写: Asoka; 訳：無憂〈むう〉、在位：紀元前268年頃 - 紀元前232年頃）は、マウリヤ朝の第3代のラージャである。
漢訳音写では阿育王と書かれる。インド亜大陸をほぼ統一した。
釈尊滅後およそ100年（または200年）に現れたという伝説もあるアショーカは、古代インドにあって仏教を守護したことで知られる。アショカとも表記される。アショーカの名前は花のアソッカ（無憂樹）を由来とする。

## 生涯

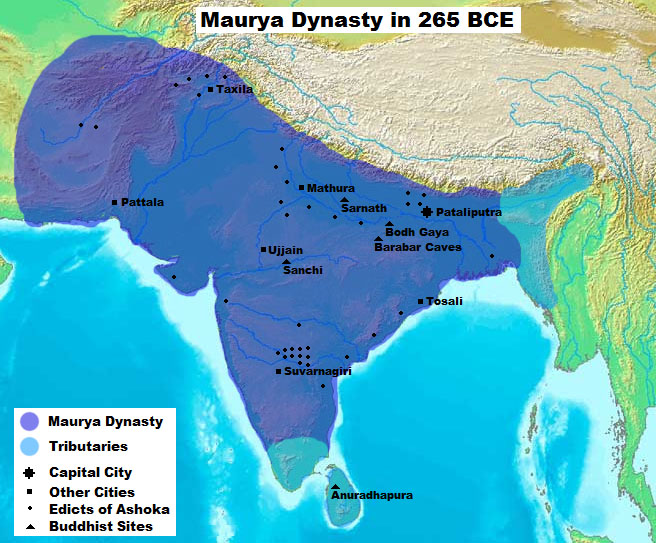
紀元前265年頃の支配地

### アショーカに纏わる伝説
先代のビンドゥサーラ（漢訳音写：頻頭沙羅）の息子であったと伝えられる。ある伝説ではビンドゥサーラの剃毛師（ナーピニー Napini）をしていたダンマーという女がチャンパ王国のバラモンの娘であったことが発覚したため正妃とされ、ビンドゥサーラとその女の間にアショーカとヴィータショーカという息子が生まれた。
同じく伝説の域を出ない話であるが、アショーカは父ビンドゥサーラと不和であり、タクシラで反乱が発生した際ビンドゥサーラは軍も武器も与えずに反乱鎮圧に向かうようアショーカに命じた。この状況を心配した家臣の1人が「王子よ、軍も武器もなしに我々は何を用いて誰と戦うのでありましょうか？」と問うとアショーカは「もしも私が王者に相応しいほどの善根を持つならば軍と武器が現れるであろう」と答えた。すると神々は大地を割ってその裂け目から軍と武器を出し、アショーカに与えた。これを聞いたタクシラの住民達は道を清めてアショーカを大歓迎し「我々はビンドゥサーラ陛下にもアショーカ王子にも叛いているのではありません。ただ悪しき大臣が我々に害を与えたためにこれを討ったのみです。」と言いアショーカは同地の人々の尊敬を得て支配権を得た。
一方スリランカの伝説ではアショーカはインド南西部のウッジャインの反乱鎮圧を命ぜられ、鎮圧には成功したものの負傷してしまった。そしてこの時彼を看護した商人の娘デヴィと結婚した。
アショーカの王子時代はこのような曖昧な伝説をもとに再構築するしかないが、彼の即位の経緯なども含めて、ビンドゥサーラとの対立があったことが推測される。
ビンドゥサーラが病に倒れると、彼は長男スシーマ（スリランカの伝説ではスマナ）を後継者とするよう遺言したと言われている。しかしアショーカは急遽パータリプトラを目指して進軍し、スシーマと争ってこれを殺し他の異母兄弟の多くも殺して王座を手に入れたと言う。
仏教の伝説では、アショーカは99人の兄弟を殺した。同じく仏典の記録によれば、彼は即位した後も即位の儀式を行う事が出来ず、更に大臣達も自分達の協力によってアショーカがラージャとなる事が出来たのだと考え、アショーカを軽視したという。アショーカは大臣達が自分の命令に従わないことに怒り、500人の大臣を誅殺したと伝えられる。即位した後には、彼の通った所はすべて焼き払われ草木が一本も生えていない、といわれるほどの暴君だったが、あまりにも無残な戦争（カリンガ王国征服）を反省し仏教に深く帰依したとされる。
だが、これは恐らく後世の仏教徒たちがアショーカの仏教改宗を劇的なものとするために殊更に改宗前の残虐非道を書き連ねたものと考えられる。アショーカの時代の記録には彼の兄弟が何人も地方の総督の地位にあったことが記されており、少なくとも兄弟の殆どを殺害したという仏典の伝説とは一致しない。また、仏教だけではなく、広くさまざまな宗教を保護したことがわかっている。
また『雑阿含経』巻23には、アショーカの前世の因縁について次のような説話がある。釈迦仏がアーナンダーを連れて王舎城（ラージャグリハ）で行乞していると、上姓（闍耶＝じゃや、徳勝童子）と次姓（毘闍耶＝びじゃや、無勝童子）の2人が沙（砂）で遊んでいた。2人は釈迦を見ると喜び、徳勝は釈迦に細沙（砂の餅）を作って供養し、無勝は合掌した。釈迦はアーナンダーに「この童子は私が滅度して100年後に華氏城（パータリプトラ）で転輪聖王になるであろう。姓は孔雀、名を阿育といい、仏の法をもって国を治め、8万4千の仏塔を建立して供養し衆生を安楽にするであろう」と言った。この予言の通り、頻頭沙羅王の子として、徳勝は無憂、無勝は離憂という名前で生まれたとされている。

### カリンガ戦争
考古学的にはアショーカの治世初期のことは殆どわかっていない。彼の即位後タクシラでまた反乱が発生したために王子クナーラを派遣してタクシラの反乱を鎮圧させたが、この反乱鎮圧に際してアショーカの王子時代のタクシラ反乱鎮圧と似通った説話が残されている。碑文などから彼の治世第8年頃（紀元前260年頃）に仏教に改宗したと推測されるが、当初はそれほど熱心ということは無かった。しかし、治世9年目に行われたカリンガ戦争がアショーカの宗教観に大きな影響を及ぼすことになる。
当時カリンガ国はインド亜大陸の東岸で勢力を振るった大国であり、この時代にもマウリヤ朝の支配には服していなかった。遠征の理由は不明瞭であるが、マウリヤ朝の軍が時に敗走するなどの激戦の末カリンガ国を征服した。この時15万人もの捕虜を得たが、このうち10万人が殺され、戦禍によってその数倍の人々が死に、多くの素晴らしきバラモン、シャモンが殺され、多くの人が住処を失ったという。アショーカはこれを深く後悔し、この地方の住民に対し特別の温情を持って統治に当たるよう勅令を発した。以後対外遠征には消極的になり「法（ダルマ）の政治」の実現を目指すようになったという。
彼自身や後世の「宣伝」が混じっているであろう「物語」ではあるが、この流れはある程度考古学的に実証することができる。

### 法（ダルマ）の政治
治世10年頃から釈迦縁の地を回り、また自らの命じた「法の政治」を宣伝し、またそれが実行されているのかどうかを確認してまわる「法の巡幸」を開始した。治世11年にはブッダガヤの菩提樹を詣でている。そして釈迦の入滅後立てられた8本の塔のうち7本から仏舎利を取り出して新たに建てた8万4千の塔に分納したと伝えられる。この数字自体は誇張であるが、インドの仏塔の中にアショーカ時代に起源を持つものが数多く存在するのは事実である。また、こうした統治の理想を定めた詔勅を国内各地に立てた円柱などに刻ませた。この碑文はアショーカ王碑文と呼ばれ、現代でもアフガニスタンからインド南部の広大な地域に残存している。またこの碑文はインダス文字を除いてインドで最も古い文字資料であり、ここに刻まれていたプラークリット語のブラーフミー文字が1837年にイギリスのジェームズ・プリンセプによって解読されたことでインドの古代史研究は大きく前進することとなった。
アショーカは、第三回仏典結集を行なった。また法の宣布を目的とした新たな役職として法大官（ダルマ・マハーマートラ、Dharma-mahāmātra）を設定し、仏教の教えを広めるためにヘレニズム諸国やスリランカに使節を派遣した。中央アジアへの仏教の伝播や仏教勢力の急速な拡大は、こうしたアショーカの治世を要因とすると考えられている。その他、マイルストーンもアショーカによって設置された。
彼の摩崖碑文などでダルマの内容として繰り返し伝えられるのは不殺生（人間に限らない）と正しい人間関係であり、父母に従順であること、礼儀正しくあること、バラモンやシャモンを尊敬し布施を怠らないこと、年長者を敬うこと、奴隷や貧民を正しく扱うこと、常に他者の立場を配慮することなどが上げられている。
ただし、統治上の理由から辺境の諸住民に対しては「ダルマ」の仏教色を前面に押し出さないように配慮がなされている。彼はダルマが全ての宗教の教義と矛盾せず、1つの宗教の教義でもないことを勅令として表明しており、バラモン教やジャイナ教、アージーヴィカ教は仏教と対等の位置づけを得ていた。
こうした法の政治がどの程度成果を収めていたのかははっきりしないが、アショーカは晩年、地位を追われ幽閉されたという伝説があり、また実際に治世末期の碑文などが発見されておらず、政治混乱が起こった事が推測される。原因については諸説あってはっきりしないが、宗教政策重視のために財政が悪化したという説や、軍事の軽視のために外敵の侵入に対応できなくなったなどの説が唱えられている。
チベットに伝わる伝説ではアショーカはタクシラで没した。その時期は紀元前232年頃であったといわれている。アショーカの死後、マウリヤ朝は分裂し、その王統や歴史の復元は困難である。プラーナ系の多くの記録では王子クナーラが次のラージャとなっているが、仏典などでは異なる名前が現れる。ただし、アショーカの死は紀元前232年ごろであり、マウリヤ朝がシュンガ朝によって簒奪され滅亡するのは紀元前180年ごろである。

## アショーカの王妃・親族・家臣

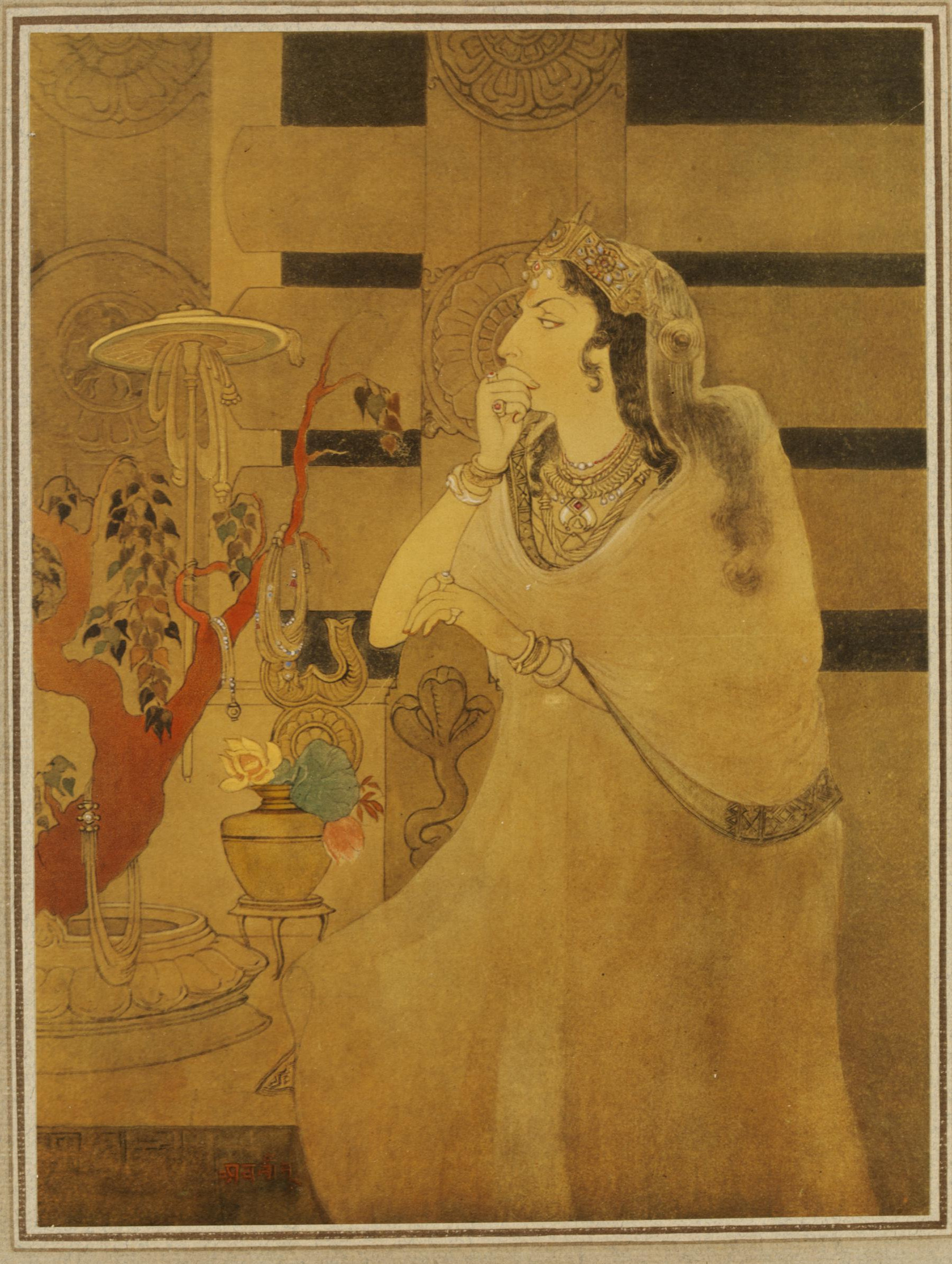
アショーカの妃（1910年作）

アショーカが兄弟のほとんどを殺したという仏典の説話が事実ではないことは、彼の残した碑文に兄弟が各地に総督として送られたことを示すものがあることから知られる。記録が全てを網羅していないために個々の力関係や完全な系譜は復元できないものの、何人かの人物とアショーカとの関係が読み取れる。アショーカには多くの王妃や王子がおり、彼らの名前が伝説に残されているが、考古学的に名の知られる者は少ない。王妃については伝説的な人物が多い。
ビンドゥサーラ
マウリヤ朝第2代ラージャで、アショーカの父。彼についての記録は少ない。
アサンディーミトラ
アショーカの正妃。
カールヴァキー
アショーカの王妃。詔勅文に名前が記録されている数少ない王妃である。
ティシヤラクシター
伝説ではアショーカの寵姫。王子クナーラを嫌い、計略を用いて彼の目をえぐらせたためにアショーカに罰せられたという伝説がある。
デーヴィー
アショーカの王妃。商人の娘でウッジャインの反乱の時負傷したアショーカを介護したことから見初められ妻になったという伝説がある。
クナーラ
アショーカの息子。多くの文献にアショーカの後継者と記されている。王妃（一説ではティシヤラクシター）に傷つけられたという伝説がある。
ジャラウカ
アショーカの息子。非常に有力かつ有能な王子であり、「地上を覆った蛮族（ギリシア人のことか）」を撃退し、ガンジス上流域の支配にあたった。カシミール地方で独立したという説もある。
マヒンダ
アショーカの息子、又は弟。スリランカに仏教を伝えたという伝説がある。『マハーヴァンサ』にはアショーカの息子とあるが、玄奘によればアショーカの弟であると伝えられる。
サンガミッター
アショーカの娘。マヒンダの姉妹。伝説によればアヌラーダプラを統治していたティッサ王の要請によって数名の比丘尼と共にスリランカに派遣され、王の妃や後宮の女性たちを出家させ、比丘尼サンガを伝えたとされる。
ヴィータショーカ
アショーカの同母兄弟。
ティッサ
アショーカの同母兄弟で同母の中では末の弟。アショーカの即位直後、最高顧問として副王（ウパラージャ ）の地位に付けられた。ヴィータショーカと同一人物ともされる。
スシーマ
アショーカの異母兄弟。ビンドゥサーラにアショーカの讒言を繰り返したという。ビンドゥサーラが病に倒れるとアショーカと王位を争って敗死した。
ラーダグプタ
アショーカの家臣。宰相の地位にありアショーカの王位獲得に重要な役割を演じたといわれている。この時代の大臣として名前のわかる数少ない人物。

## アショーカの仏塔

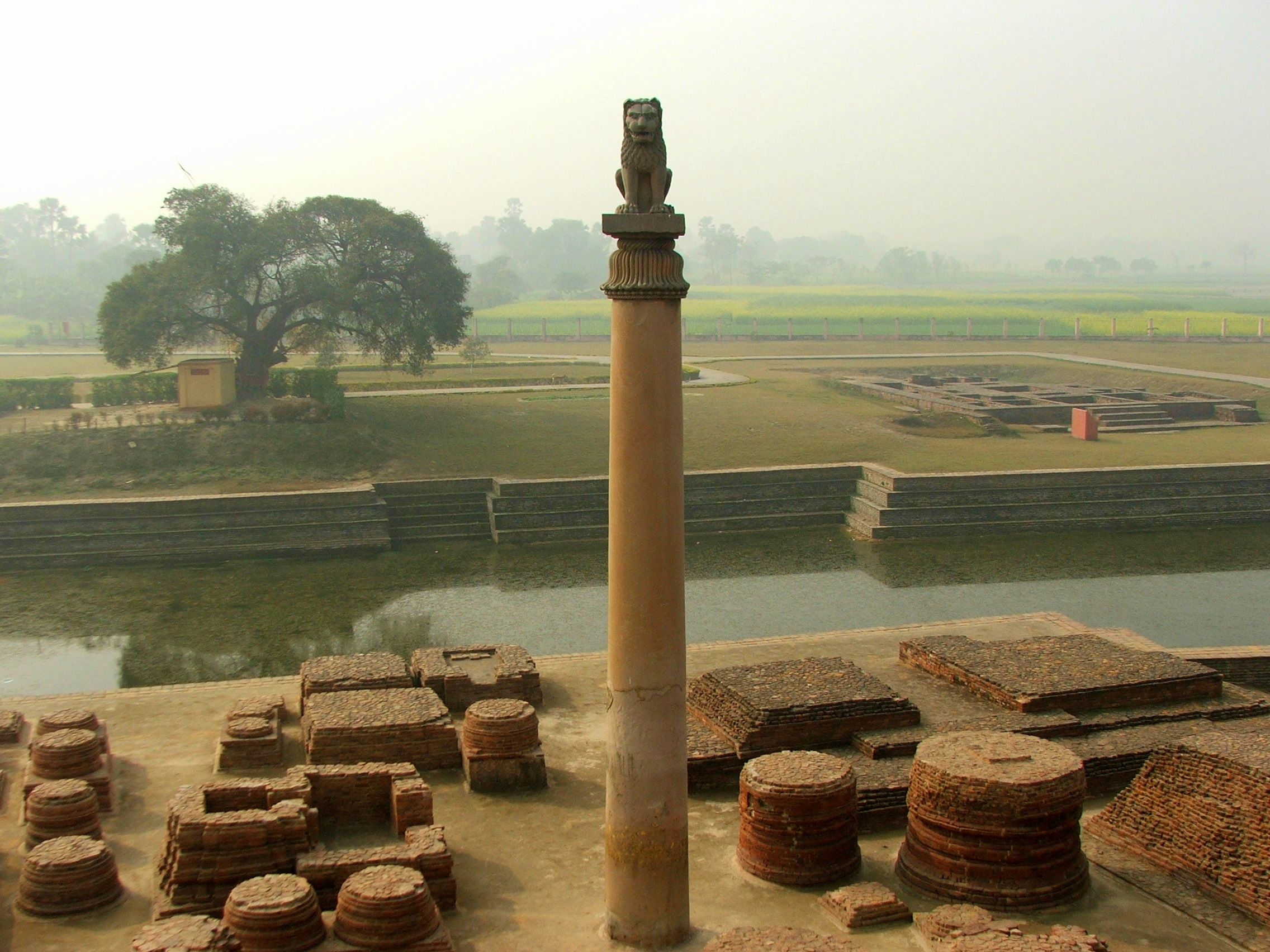
ヴァイシャリーのアショーカ王柱。紀元前250年頃に建立された。向かいにはストゥーパがある。

アショーカの仏塔、アショーカ・ピラー、阿育王塔はアショーカが建立したとされる塔又は柱。表面に東部プラークリットで碑文が刻まれており、仏教の歴史の解明にかかせない貴重な資料である。塔のほかに岩に刻まれた碑文もあり、こちらは東部プラークリットのほかに西部プラークリット、ガンダーラ語、およびギリシア語とアラム語の二言語で記されたものがある。
釈迦の生誕の地（ルンビニ）は、石柱が発掘された事で特定された。石柱には、ここがブッダの誕生された地であることと、租税を免除することが書かれていた。これによって、釈迦が伝説上の存在ではなく、歴史上実在したことが認められた。また石柱にはさまざまな文章が書かれているが、現存する仏典と一致しないものも多く、仏教思想の変遷の跡が認められる。
また、漢訳の仏典で菩薩に相当する部分が、石柱ではブッダとなっており、大乗の菩薩思想が登場する以前の資料としても注目されている。
アショーカの時代は仏教の歴史でいう「根本分裂」の時代に相当し、石柱にも分裂を諌めるアショーカの文章が掲載されている。内容からみてアショーカは上座部を支持していたようである。

### デリーの鉄柱
デリーの鉄柱とはインドのデリー郊外にある錆びない鉄柱。紀元415年に建造されたものであるため、当然アショーカが建造したものでは無いが、一般にアショーカ・ピラーと呼ばれている。古代に建造された鉄の柱が1500年以上の間まったく錆びないため、オーパーツとして注目を浴びた。

## 日本語文献
- 塚本啓祥 『アショーカ王』 平樂寺書店〈サーラ叢書21〉、1973年
- 塚本啓祥 『アショーカ王碑文』 第三文明社〈レグルス文庫〉、1976年。原典訳・解説
- 山崎元一 『アショーカ王伝説の研究』 春秋社、1979年。論考集
- 山崎元一 『アショーカ王とその時代　インド古代史の展開とアショーカ王』 春秋社、1982年
- 定方晟 『アショーカ王伝』 法蔵館〈法蔵選書9〉、1982年
  - 新版『アショーカ王伝』 ちくま学芸文庫、2024年。原典訳・解説
- 木村日紀 『アショーカ王とインド思想』 教育出版センター〈以文選書26〉、1985年